# Minori
Minori (みのり) és una companyia japonesa desenvolupadora de novel·les visuals (prèviament la divisió de software de CoMixWave fins a l'abril del 2007) i que ha creat videojocs com Bittersweet Fools, Wind: A Breath of Heart', Haru no Ashioto i Angel Type. El seu últim joc en el 2007 fou Ef: A Fairy Tale of the Two. El seu joc més reeixit és Wind, que va tenir un manga, una sèrie d'animació, i un ova basats en ell, i fou convertit per la PlayStation 2 i Dreamcast. Usa el Musica com el seu motor principal. Algunes obertures d'animació dels seus jocs són fetes per Makoto Shinkai. El seu nom es diu que deriva de la seva pròpia frase, "Sempre tenim esperit de minoria" (la pronunciació és diferent, malgrat tot).

## Lliuraments
- 31 d'agost del 2001: Bittersweet Fools
- 19 d'abril del 2002: Wind: A Breath of Heart
- 27 de desembre del 2002: Soyokaze no Okurimono -Wind Pleasurable Box-
- 23 de juliol del 2004: Haru no Ashioto
- 5 de novembre del 2004: Wind: A Breath of Heart Re:gratitude
- 25 de març del 2005: Angel Type
- 31 de març del 2006: Sakura no Saku Koro: Haru no Ashioto Pleasurable Box
- Ef: A Fairy Tale of the Two.
  - 22 de desembre del 2006: Ef: The First Tale.
  - 30 de maig del 2008: Ef: The Latter Tale.
- 2009: Eden*

## Personal principal
- Nobukazu Sakai, aka nbkz (Productor, Director, Lletrista de cançons, Planificació de Concepte)
- Makoto Shinkai (Director de pel·lícules d'animació)
- Mikage (Director, Planificació i guionista)
- Tenmon (Compositor de música)
- Tatsuya Yūki (Dissenyador de personatges, Productor de línia)
- Mitsuishi Shona (Dissenyador de personatges)
- Kimchee (Dissenyador de personatges/membre principal d'Haru no Ashioto, no de l'empresa.)
- 2C Galore (Dissenyador de personatges/membre principal d'Ef, no de l'empresa.)
- Naru Nanao (Dissenyador de personatges/membre principal d'Ef, no de l'empresa.)